# Sikora brunatna
Sikora brunatna (Poecile rufescens) – gatunek małego ptaka z rodziny sikor (Paridae), zamieszkujący zachodnią część Ameryki Północnej. Występuje od Gór Skalistych na wschodzie aż po wybrzeże Pacyfiku, od środkowej Kalifornii aż po Alaskę na północy. Jest to obszar około 960 000 km². W ciągu kilku ostatnich dekad obszar występowania rozszerzył się na południe i zachód. Gatunek liczny na tym obszarze, w czasie godowo-lęgowym żyjący w parach, a jesienią i zimą często widziany w wielogatunkowych stadach. Jest ptakiem osiadłym i jest często spotykany blisko ludzkich osiedli.

## Systematyka
Wyróżnia się trzy podgatunki, zamieszkujące odpowiednio:
- Poecile rufescens rufescens – od południowej Alaski aż po hrabstwo Marin na wybrzeżu środkowej Kalifornii
- Poecile rufescens neglectus – hrabstwo Marin graniczące na południu z San Francisco
- Poecile rufescens barlowi – od San Francisco do Santa Barbara w południowej Kalifornii.

Proponowane podgatunki ferrugineus, vivax i levyi zsynonimizowano z podgatunkiem nominatywnym.

## Morfologia
Wygląd zewnętrznyU podgatunku nominatywnego P. r. rufescens: czarna głowa z białym paskiem policzkowym ciągnącym się od podstawy dzioba aż do połowy tyłu szyi, wierzch ciała i podskrzydle jaskrawo brunatne, skrzydła i ogon ciemnoszare, pierś i podbrzusze białe. Oczy brązowe, krótki ciemnoszary dziób. Podgatunek P. r. neglectus jest tak samo ubarwiony, tylko że ma mało jaskrawe brunatne podskrzydle, a P. r. barlowi ma podskrzydle szare.
Rozmiarydługość ciała 11,5–12,5 cm
Masa ciała8,5–12,6 g

## Środowisko
Lasy iglaste albo iglasto-liściaste na niższych wysokościach nad poziomem morza. Szczególnie ulubionym drzewem jest daglezja zielona (Pseudotsuga menziesii), gdzie ptak ten jest często widziany na wysokich gałęziach, wisząc do góry nogami, aby lepiej dobrać się do pokarmu.

## Pożywienie
W większości owady i ich larwy zdobywane w wysokich gałęziach drzew. Dodatkowo nasiona i owoce drzew i innych roślin. Robi zapasy żywności.

## Lęgi
Sezon godowy przypada na przełom marca i kwietnia.
GniazdoWykorzystuje nisko położone (do około 3 metrów nad ziemią) opuszczone dziuple dzięciołów lub naturalne wgłębienia w drzewach. Czasem widziany jak sam wydłubuje sobie wgłębienie na gniazdo. Samo gniazdo jest zbudowane z mchu, kory, liści paproci, trawy i piór, ale góra (nawet do 50% całego gniazda) jest zrobiona z włosów futer ssaków i ptasiego puchu.
Jaja i wysiadywanieSamica składa od 3 do 9 (na ogół 6 lub 7) matowobiałych lub kremowych jaj. Jaja mogą być jednolite w kolorze lub mieć kolorowe (czerwone, brązowe) kropki albo szlaczki. Jaja są wysiadywane przez samicę przez 11 do 14 dni. Samica przykrywa jaja włosami i puchem, gdy chwilowo opuszcza gniazdo.

## Status
IUCN uznaje sikorę brunatną za gatunek najmniejszej troski (LC, Least Concern). W 2017 roku organizacja Partners in Flight szacowała liczebność populacji lęgowej na 9,7 miliona osobników.